# Стубови земље
Стубови земље (енгл. The Pillars of the Earth) је историјски роман велшког аутора Кена Фолета из 1989. године. Књига прати причу о изградњи катедрале у Кингсбриџу у дванаестом веку.
Дело садржи описе готске архитектуре која преовладава над тадашњим романским стилом. Иако заистина град Кингсбриџ постоји на северу Велике Британије, истоимено насеље које се помиње у роману је измишљена локација представљена као типичан град тог времена. И поред тога што се ради о измишљеној причи, дело је засновано на историјски тачним подацима.
Стубови земље је најпродаваније дело овог писца. Налази се на 33. месту Би-Би-Сијеве листе најчитанијих књига (Big Read List). Такође се нашла и на списку Опра бук клубу у 2007. години.

## Позадина приче
У предговору Стубова Земље из 1999. Фолет говори читаоцима да је одрастао у пуританској породици, чији је простор за богослужење био веома слободан. Припремајући се за писање, читао је о средњовековној архитектури и:
... развио интересовање за катедрале. Убрзо ми је пало на памет да овај ентузијазам каналишем у роман. Знао сам да то мора бити дуга књига. Било је потребно најмање тридесет година да се изгради катедрала, а већини је требало дуже јер би остали без новца, или би били нападнути или освојени. Дакле, прича покрива читав живот главних ликова. Моји издавачи су били мало нервозни због тако мало вероватне теме, али, парадоксално, то је моја најпопуларнија књига. То је уједно и књига на коју сам највише поносан. Реконструише, прилично живо, цео живот села и људи који тамо живе. Осећате да познајете место и људе тако интимно као да и сами тамо живите у средњем веку.
Кингсбриџ из романа је измишљен. Фолет га је поставио у Марлбороу, Вилтшир; изабрао је ту локацију јер се одатле за неколико дана могло доћи до катедрала у Винчестеру, Глостеру и Солсберију. Катедрала у Кингсбриџу, како је описано, заснована је на катедралама у Велсу и Солсберију. Предговор укључује следеће изворе: Нацрт европске архитектуре, Николауса Певснера, Градитељи катедрале, Жана Гимпела, и Средњовековна машина, Жана Гимпела.
Као и прича о изградњи катедрале, која је уско повезана са њом, књига описује раст Кингсбриџа од села у забити у велики град, све веће богатство и самопоуздање градских трговаца и занатлија, до тачке њиховог постојања где су способни да се супротставе феудалној аристократији и одбране своју аутономију. Иако је Кингсбриџ измишљени град, такви развоји су добро потврђени у историји различитих стварних градова и представљају главну тему касносредњовековне историје.

## Радња
Стубови земље је сага о Филипу, опату из Кингсбриџа, ревносном и сналажљивом калуђеру који је подигао највећу готску катедралу на свету, о Тому, зидару који је постао њен архитекта, о лепој леди Алијени, коју тишти скривени грех, те о вечитој борби између добра и зла која је окренула цркву против државе и брата против брата.
Потонуће Белог брода (брод који је превозио многе племиће) оставља енглеског краља Хенрија I без јасног наследника. Након што он умре, почиње Безакоње: његова ћерка Мод и његов нећак, Стивен од Блоа, боре се за престо. Амбициозни племићи и црквењаци заузимају стране, надајући се да ће стећи предност. Роман, који је подељен на пролог и шест одељака, истражује теме интрига и завере, у позадини историјских догађаја. Истражује развој средњовековне архитектуре, грађански рат, секуларне/верске сукобе и промену политичких лојалности.

### Пролог (1123)
Црвенокоси човек је обешен због крађе након што га осуде свештеник, витез и монах. Његова трудна љубавница проклиње мушкарце који су га осудили, изјављујући да ће и њихова деца бити обешена, да ће њихови непријатељи напредовати и да ће живети остатак живота са жаљењем и тугом.

### Први део (1135–1136)
Околности остављају зидара Тома и његову породицу сиромашне и гладне. Након што му трудна жена Агнес умре на порођају, Том напушта своје новорођенче поред жениног гроба у снежној шуми, немајући начина да нахрани дете. Касније се предомислио и вратио се, али открива да је беба нестала. Након сусрета са одметницом по имену Елен и њеним сином Џеком, које су раније упознали, група открива да је Томово дете одведено у манастирску ћелију која припада приорату Кингсбриџ. Знајући да ће бити оптужен за напуштање детета ако каже да је беба његова, и уверен да ће монаси моћи да се брину о њему, Том одлучује да дете остави манастиру. После неколико неуспешних покушаја да нађе посао, Том убеђује Бартоломјуа, ерла од Ширинга, да га унајми да поправи зидове ерловог замка.
Филипа, лидера ћелије, посећује његов брат Франсис, свештеник, који га упозорава на заверу ерла Бартоломјуа и ерла од Глостершира против краља Стивена. Филип говори Валерану Бигоду, амбициозном архиђакону бискупа Кингсбриџа, о завери и путује у приорат Кингсбриџ где открива да је претходни управник, приор Џејмс, умро само неколико дана пре тога. Валеран обећава да ће Филипу обезбедити бискупову подршку у номинацији за приора, практично гарантујући Филипов избор, у замену за Филипову подршку да касније Валерана постави за бискупа, иако Валеран крије да је и бискуп такође преминуо. Филип се слаже јер је приорат постао финансијски и духовно оскудан под приором Џејмсом, и верује да то може да исправи. Он односи победу на изборима, правећи непријатеље од ривала за ту позицију, посебно од подприора Ремигијуса. Томово дете, коме су свештеници дали име Џонатан, послато је да живи са Филипом у приорату.
Несигуран у искреност Филипових речи, Валеран одлази код Хамлијевих, племићке породице која је била непријатељ ерла од Ширинга од када је ерлова ћерка, Алијена, одбила брак са Вилијамом, јединим сином Хамлијевих. Видећи ово као изговор за освету, Хамлијеви заузимају Бартоломјуов замак и хапсе ерла, приморавајући Тома и Елен, сада љубавнике, и њихову децу да поново остану без дома. На крају су се настанили у Кингсбриџу; Том се надао да ће тамо добити посао на обнови катедрале. Породица виђа Џонатана за то време, иако само Том и Елен знају да је он Томов син. Да би био сигуран да ће Том имати посао, Џек подмеће пожар у старој романској катедрали, не говорећи ником другом о својим поступцима. После извесног убеђивања, Филип унајмљује Тома да изгради нову катедралу.
Томов син Алфред физички малтретира мањег и слабијег Џека кроз узастопне нападе који стварају сукобе са Елен јер Том не види никакву грешку у поступцима свог сина и никада га не дисциплинује. Брат Ремигијус, који се противи Филипу као приору, оптужује Елен и Тома за блуд. Валеран, кога је жена проклела приликом вешања, наређује Елен да живи одвојено од Тома. Огорчена Томовом спремношћу да ово прихвати, Елен се враћа у шуму са Џеком.

### Други део (1136–1137)
Филип и Валеран одлазе код краља Стивена у нади да ће га убедити да Бартоломјуова имања, укључујући огроман каменолом кречњака, уступи цркви, како би се њима могла платити изградња нове катедрале. У почетку верујући да ће му Валеран бити лојалан, Филип сазнаје од Хамлијевих да Валеран намерава да искористи ерлове поседе само да ојача свој положај. Схвативши да Хамлијеви покушавају да сукобе њега и Валерана како би могли да узму ерловску титулу за себе, Филип тајно договара заверу са Хамлијевима. Они пристају да Кингсбриџ добије каменолом и неке друге поседе, док остатак Ширинга иде у руке Хамлијевима, али Хамлијеви издају овај договор и добијају власништво над каменоломом, док Филип добија право на камен, али не и власништво над њим. Бесан што је његов план спречен, Валеран се заклиње да никада неће дозволити Филипу да изгради своју катедралу.
Нашавши је како још увек живи у замку Ширинг, Вилијам напада Алијену и њеног брата Ричарда. Он сакати дечака да би приморао Алијену да се не опире док је брутално силује. Ово оставља Алијену трауматизовану. Без куће и сиромашни, Алијена и Ричард путују у Винчестер у нади да ће добити надокнаду од краља и посећују Бартоломјуа који сада умире у затвору. Бивши ерл захтева од њих да се закуну да ће учинити све да поврате његове поседе и титулу. Алијена финансијски подржава Ричарда тако што она постаје богати трговац вуном (као што је описано у књизи, до сада нечувеним чином куповине вуне од фармера на њиховим фармама и продаје је на пијаци уместо да фармери сами путују на пијацу, штедећи им време и труд) уз помоћ Филипа, који пристаје да купи њену вуну по поштеној цени када други трговци то одбију, а брат и сестра се настањују у Кингсбриџу.
Хамлијеви покушавају да спрече приорат да користи каменолом, али их Филип спречава тако што је својим каменоресцима допутовао тамо под заштитом монаха. Наоружани људи Хамлијевих се повлаче, плашећи се проклетства ако учине насиље над црквењацима, остављајући каменолом на располагању Филипу. Као одмазду, Хамлијеви сарађују са Валераном како би покушали да се катедрала пресели у Ширинг, чиме би Филипа лишили имовине везане за њу, тврдећи да Кингсбриџу недостају ресурси и радна снага за изградњу катедрале. По савету својих савезника, Филип позива добровољце широм округа да раде на катедрали како би окајали своје грехе. На дан инспекције бискупа Хенрија од Блоа, коју је организовао Валеран, они масовно пристижу, а Хенри је убеђен да не премешта катедралу.

### Трећи део (1140–1142)
Вилијамов отац, Перси Хамли, умире, а Вилијам сазнаје да ће титула ерла припасти њему или Ричарду, који је сада витез, пошто су обојица синови ерла од Ширинга. Пре каменолома, Вилијам уништава млин и убија млинара у селу испред Артура и мештана да би обезбедио страх и контролу над кметовима и сељанима. Да би повратио своје богатство како би могао да подигне војску којом би импресионирао краља Стивена, Вилијам предводи напад на каменолом, који су Хамлијеви неуспешно покушали да забарикадирају против Филипа, убијајући раднике и протерујући каменоресце приората. Филип путује у Линколн да покуша да убеди краља Стивена да исправи ову неправду, али га прекида битка код Линколна, где је краља заробио Роберт од Глостера. Филипа су такође ухватиле Робертове снаге, али га је ослободио његов брат Франсис, који је Робертов капелан. Франсис обезбеђује Филипу аудијенцију код царице Мод, која му даје дозволу за пијацу у Кингсбриџу, док је Вилијаму Хамлију, који је прешао на страну Мод, дато искључиво право на спорни каменолом. Филип, упркос томе што му је каменолом био ускраћен, и даље успева да плати камен за своју катедралу приходима са пијаце.
Том се спријатељава са приором Филипом и, када се Елен врати, он убеђује Филипа да им дозволи да се венчају. После неког времена, Алфред запроси Алијену, али она га одбија. Она такође склапа пријатељство са Џеком, у кога се заљубљује, који сада ради као зидарски шегрт на Томов предлог, али га избегава након што Алфред ухвати њих двоје како се љубе, приликом чега се сети Вилијамовог напада на њу. Два полубрата су и даље у свађи, а Алфред касније тврди да је Џеков отац обешен због крађе, чиме започиње тучу која доводи до штете и губитка грађевинског материјала. Џек је протеран са изградње катедрале, али Филип за њега измишља нову позицију грађевинског надзорника коју може имати, под условом да постане монах. Џек невољно пристаје на ово, да би остао у Кингсбриџу. Касније, Елен тврди да је Џеков отац био невин.
Вилијам се показује као несрећан и немилосрдан лорд који финансијски лоше поступа са ерловим поседима и рутински силује сваку сељанку коју пожели. Покушавајући да поврати своје богатство, Вилијам предводи напад током којег спаљује Кингсбриџ и убија многе људе, укључујући Тома. У насталом хаосу, Алијенина цела залиха вуне, у коју је уложила сав свој новац, уништена је у пожару.

### Четврти део (1142–1145)
Након што је поново изгубила своје богатство, Алијена пристаје да се уда за Алфреда ако он финансијски подржи Ричарда. Џек, који је затворен због сталних оптужби (у великој мери контактом са Алијеном) прекида своју казну у покушају да разговара са њом, али је на крају закључан у просторији за послушност у манастиру. Следећег јутра, Елен упада у собу, откривајући да је Џеков отац једном био тамо затворен након што су му тројица мушкараца наместила крађу. Након што је уз мајчину помоћ побегао, Џек и Алијена воде љубав ујутру на дан њеног венчања, а он покушава да је убеди да напусти Кингсбриџ са њим, али она одбија да уради било шта што би од ње захтевало да прекрши завет да ће подржати Ричарда. Џек покушава да убеди Алфреда да раскине брак, али открива да Алфред планира да је ожени само да би је одузео Џеку, и намерава да је малтретира како би му још више пркосио. Елен проклиње венчање, наизглед остављајући Алфреда импотентним, а он и Алијена никада не конзумирају свој брак. Џек напушта Кингсбриџ да би сазнао нешто више о свом оцу.
Након година одлагања одлуке након смрти ерла Персија Хмалија, краљ Стивен коначно даје титулу ерла Вилијаму. Алфред убеђује Филипа да замени дрвени кров катедрале каменим сводом, али не успева да ојача структуру на вишим нивоима. Ово узрокује да се катедрала уруши током службе, убивши много људи. Алијена рађа црвенокосог сина, а Алфред је напушта, схвативши да је дете Џеково. На Еленин савет, Алијена одлази са својим сином да пронађе Џека, и прати доказе о његовим делима кроз Француску и Шпанију, проналазећи га у Паризу, где се њих двоје мире. Џек помаже у смиривању нереда у оближњој катедрали користећи „Уплакану Мадону”, дрвену статуу Девице Марије, коју му је поклонио трговац зачинима са којим се спријатељио, а која изгледа као да плаче када је премештена са топлог места на хладно место. На статуу се гледа као на чудо, које Џек користи за финансијску подршку за обнову катедрале у Кингсбриџу.
Док путује кући, Џек одлази у Шербур где га мештани грешком сматрају духом његовог оца, Жака Шербура, пре него што се упозна са својом баком и другим рођацима, који откривају да је Жак наводно погинуо у потонућу Белог брода, где је био путник. По повратку у Кингсбриџ, Џек убеђује Филипа и свештенство да га поставе за новог мајстора за градњу катедрале, израђујући нови дизајн за катедралу на основу својих запажања у Француској и Шпанији. Његову везу са Алијеном откривају монаси током преговора, а Филип наређује да се раздвоје док Алијенин брак са Алфредом не буде поништен.
Желећи више информација о свом оцу, Џек испитује Елен, која је непрестано скривала истину од њега из страха да ће посветити живот освети онима који су одговорни за смрт његовог оца. Она имплицира да је Бели брод намерно потопљен, открива да су тројица мушкараца који су подметнули Жаку Шербуру били Перси Хамли, Валеран Бигод и приор Џејмс. Након што Џек посети Валерана да тражи потврду Елениних речи, Вилијам, љубоморан на Џекову везу са Алијеном, убеђује Валерана да му дозволи да поново нападне Кингсбриџ, како би убио Џека на начин који би избегао скретање пажње на његове оптужбе. Ричард чује војнике како разговарају о нападу у другом граду, а његово упозорење омогућава сељанима да изграде низ градских зидина и земљаних бедема за око два дана, захваљујући Џековом стручном знању. Борећи се са зидина, грађани убијају многе нападаче и одбијају Вилијамов напад, чиме му онемогућују да поново заузме Кингсбриџ. Као освету, Вилијам тражи од Валерана да блокира поништење брака Алфреда и Алијене. Иако обесхрабрени, Џек и Алијена пристају да остану заједно, живећи одвојено (и повремено водећи љубав у шуми) до дана када се могу венчати.

### Пети део (1152–1155)
Пролазе многе године, које додатно погоршава Вилијамово лоше вођство. Алфред је напустио Кингсбриџ и отишао у Ширинг, али након пада потребе за радницима, враћа се у Кингсбриџ и моли Џека за посао. Вилијамова мајка умире, а након што је заборавио да позове свештеника да јој одржи последње обреде, Валеран је наговорио Вилијама да сагради катедралу у Ширингу ради спаса душе своје мајке. Касније им помаже Алфред, који доводи све раднике из Кингсбриџа у Ширинг, након што Филип није био у стању да настави да их плаћа.
Инспирисан Алијеном, Ричард организује изгладнеле сељаке који су се претворили у одметнике у милицију, и креће у рат са Вилијамом, пљачкајући га у више наврата. Вилијам сазнаје за локацију Ричардових снага од Ремигијуса, у замену му обећавајући да ће га поставити за главног монаха у Ширингу, и планира снажан напад да побије све побуњенике. Када стигне, од Елен сазнаје да су Ричардови људи отишли да се придруже снагама Модиног сина, војводе Хенрија, који је напао земљу по Франсисовом савету.
На крају, краљ Стивен пристаје да прогласи Хенрија за наследника. Филип сазнаје да ће као део њиховог договора сва имовина бити враћена власницима који су их држали пре Стивенове владавине, чиме ће Ричард званично постати ерл, али Стивен неће морати да присиљава на примопредају, што значи да Ричард можда неће добити титулу ерла све до краљеве смрти. Уз помоћ Вилијамове младе супруге, која га се гнуша, Алијена успева у намери да омогући Ричарду да заузме ерлов замак пре него што се Хенријев и Стивенов уговор озваничи и успостави краљев мир. Вилијам се враћа у село Хамли, а Валеран му предлаже да му прода место шерифа Ширинга како би могао да се супротстави Ричарду и настави да финансира катедралу. Ремигијуса су за то време њих двојица напустили, али му Филип опрашта издају и дозвољава му да се врати у приорат.
Ричард одбија да одобри приступ приората каменолому, на основу тога што је некада био део ерлових поседа. Након што га Алијена прозове због његове незахвалности према Филипу, Алфред је напада и умало силује, пошто је поново остао без посла након што је катедрала Ширинг напуштена. Ричард стиже и убија Алфреда у борби која је уследила. Видевши шансу да поврати титулу ерла, Вилијам у краљево име добија налог за хапшење Ричарда због убиства. Схвативши да Ричард нема шансе за правично суђење због односа према силовању у браку из тог периода и непријатељства и Вилијама и Стивена према њему, Филип предлаже да се Ричард, који је бољи војник неко ерл, бори у крсташким ратовима као епитимију за убиство Алфреда; Вилијам не би могао да га ухапси, а Алијени би било дозвољено да се стара о земљи свог брата, чиме би ерл био и компетентан владар и онај који је спреман да сарађује са приоратом. Алијена и Џек се венчавају у новој катедрали.

### Шести део (1170–1174)
После много година, катедрала у Кингсбриџу је завршена. Валеран и даље настоји да уништи Филипа и оптужује га за блуд тврдећи да је Џонатан, сада веома вољен и посвећен монах, Филипов син. Пошто је Филипова осуда извесна због недостатка доказа који доказују његову невиност, Џек и Џонатан покушавају да открију идентитет оца потоњег, не знајући да је он Томов син. Откривају истину када се Џонатан присети да је пронађен у близини манастирске ћелије коју је Филип некада водио, што је Џеку раније било непознато, који се тада сећа да је видео бебу Џонатана како лежи на гробу своје мајке. Њих двојица успевају да убеде Елен, која је остала огорчена према Филипу због његове улоге у раздвајању ње и Тома, да сведочи у његово име.
На Филиповом суђењу, Еленино сведочење га спасава од осуде. Без обзира на то, Валеран оптужује Елен за лажно сведочење, а она разоткрива његово сопствено кривоклетство у оптужби Жака Шербура, откривајући да су Валеран и остали били подмићени да га се реше. Ремигијус потврђује њено сведочење, пошто је чуо приора Џејмса како признаје своје кривоклетство непосредно пре смрти. Он објашњава да је Џејмсово лоше управљање приоратом било резултат кривице коју је осећао због свог учешћа у завери, и признаје да је настојао да постане приор да би поправио штету, пре него што призна да је Филип био погоднији за тај задатак. Валеран на крају губи своју позицију бискупа Кингсбриџа као резултат овог открића.
Касније, Вилијам и Валеран постају умешани у заверу за убиство Томаса Бекета, надбискупа кентерберијског, како би заштитили своје сада урушене позиције моћи. Вилијам предводи напад, и упркос напорима Филипа, који је отпутовао у Кентербери да се састане са Бекетом, надбискуп је брутално убијен. Када је угледао избезумљену масу, Филип је инспирисан да Бекетову смрт прогласи за мучеништво и подстиче окупљени народ да шири вест о убиству широм хришћанског света. Пошто је краљ Хенри одбио да брани Бекетове убице, Вилијам је касније осуђен за светогрђе напорима Филипа и Томија, сина Џека и Алијене, и обешен.
У Кингсбриџу, Џек се састаје са уништеним и покајаним Валераном, који сада живи као монах у приорату, да би сазнао зашто је његовом оцу намештено. Бивши бискуп објашњава да је група барона организовала потапање Белог брода како би убила краљевог сина и наследника, верујући да ће моћи да утичу на наследство и тиме стекну већу независност од круне. Након што су сазнали да је Жак Шербур преживео потонуће, барони су га затворили у Енглеску како би га спречили да разоткрије њихову заверу. Иако су у почетку били задовољни тиме што су га оставили тамо, на крају су одлучили да га убију након што је научио енглески и почео да привлачи нежељену пажњу, ангажујући Валерана, Персија и Џејмса за ту сврху. Коначно схватајући истину иза очеве смрти, Џек је у стању да је остави иза себе. На другом месту, папа присиљава краља Хенрија на јавно покајање и симболично потчињавање круне цркви, у чему учествује Филип, сада бискуп Кингсбриџа. У овој последњој сцени, Филип размишља да је цела афера доказала ограничења краљевске моћи; краљ је могао да нареди да се Бекет убије, али суочен са масовном реакцијом народа морао је да поклекне и допусти да буде понижен. Савремени читалац, познавајући каснију историју, могао би да види ово као први корак ка далекој будућности Уставне монархије и демократије.

## Ликови
- Џек Џексон (познат и као Џек Зидар): син Џека Шербурга (Жак Шербур) и Елен; постаје архитекта и вешт клесар.
- Елен: Кћи једног витеза. Била је необична по томе што је била писмена на енглеском, француском и латинском. Љубавница Џека Шербурга и мајка Џека Џексона, упознаје Тома док живи у шуми.
- Том Зидар: Зидар чији је животни сан да изгради катедралу.
- Алфред Зидар: Томов син, зидар који се касније ожени с Алијеном, али је напушта након што је родила Џеково дете.
- Марта: Томова ћерка, сестра Алфреда и Џонатана и полусестра Џека.
- Приор Филип: Монах који сања да Кингсбриџ уздигне до величине са катедралом. Франсисов брат.
- Бискуп Валеран Бигод: Амбициозни и корумпирани свештеник који стално планира свој пут до веће моћи.
- Алијена: Ћерка Бартоломјуа, првобитног ерла од Ширинга, и планирана невеста Вилијама Хамлија.
- Ричард (од Кингсбриџа): Алијенин млађи брат, витез који постаје вешт војник и вођа, који се ослања на Алијенине приходе од њеног пословања са вуном.
- Вилијам Хамли: Син мањег лорда, он привремено добија титулу ерла од Ширинга, али је на крају губи од Ричарда, сина бившег ерла Бартоломјуа.
- Перси Хамли, касније ерл од Ширинга: Вилијамов отац, он збацује побуњеника ерла Бартоломјуа и преузима контролу над његовим поседима.
- Регана Хамли, касније грофица од Ширинга: Персијева супруга и Вилијамова амбициозна мајка.

### Споредни ликови
- Франсис од Гвинедеда: Филипов брат, који је са њим остао без родитеља у Велсу и одгајан од стране монаха; постао секуларни свештеник са краљевским везама.
- Бартоломју, гроф од Ширинга: Отац Алијене и Ричарда, навлачи непријатељство Хемлијевих и бива затворен због издаје.
- Ремигијус: Бивши подприор Кингсбриџа који покушава да обезбеди положај приора. Првенствено мотивисан завишћу и инатом.
- Катберт Вајтхед: Подрумар катедрале у Кингсбриџу. Први Филипов савезник након његовог доласка у Кингсбриџ.
- Милијус: Благајник катедрале у Кингсбриџу, он је рани Филипов савезник.
- Џони Осампенија: Нежни, простодушни монах који брине о беби Џонатану.
- Џек Шербург (Жак Шербур): Трубадур који преживи потонуће Белог брода и постаје Елен љубавник и отац Џека Џексона; погубљен.
- Агнес: Прва жена Тома Зидара и мајка Марте, Алфреда и Џонатана.
- Џонатан: Син Тома и Агнес, од детињства га је одгајао приор Филип.
- Томи (касније назван Томас): Син Џека и Алијене. Са талентом за администрацију и команду, он постаје ерл од Ширинга. Он невољно надгледа вешање Вилијама Хамлија.
- Сали: Ћерка Џека и Алијене. Она постаје мајстор за витраже радећи на катедрали Кингсбриџ.
- Рашид Алхарун: Џеков пријатељ у Толеду, хришћански арапски трговац који га уводи у свет учењака.
- Волтер: Коњушар/штитоноша Вилијама Хамлија. Прати га кроз већи део романа.
- Елизабет: Супруга Вилијама Хамлија коју је он тукао током њихове прве брачне ноћи. Касније се спријатељила са Алијеном и предала замак Ричардовим снагама.
- Питер од Верама: Филипов непријатељ, касније се бори за место бискупа Кингсбриџа.

## Историјска подударања и сличности
Иако је књига хваљена због описа средњовековног живота, садржи и неке историјске нетачности. Неке од њих су везане за то да су ликови и заплет прилагођени за модерне читаоце, док су неке јасни анахронизми:
- Један од ликова се зове Франсис, као и измишљена особа када Филип лаже Валерана Бигода у 2. поглављу. Мало је вероватно да би неко у Енглеској носио ово име педесет година пре рођења Франиса (Фрање) Асишког. Заиста, Франсис (старофранцуски: Franseis, што значи Француз) био је надимак свеца, док је његово крштено име било Ђовани (Јован). Име је постало широко распрострањено само због светитељове славе.

- Презиме Шербург није могло бити англизовано као такво, јер се у норманском изговору модерног града Шербур (фр. Cherbourg), елемент Cher- изговарао „чир” или „чер” и био је исти у англо-норманском. „Ч” би било задржано и у средњеенглеском. „Шер” је модерни француски. У староенглеским, средњеенглеским и англо-норманским документима, Шербур се помиње са различитим начином писања од 11. до 15. века.

- Енглеско племство тог периода били су нормански имигранти, заједно са другим континенталним националностима као што су Бретонци, Французи, Фламанци и Анжувинци. Англо-нормански је био језик двора и више класе и није се проширио далеко на остатак енглеског друштва.[1] Способност обичних Енглеза да говоре француски сматрала се необичном, али родитељи Томаса Бекета, на пример, који нису припадали племству, били су трговци и емигрирали су у Енглеску из Нормандије и нису били једини. Стога су неки критичари окарактерисали многе сусрете различитих друштвених класа представљених у књизи као невероватне, иако се заправо двојезичност тада појавила у енглеском друштву из практичних и меркантилних разлога. На пример, племкиња Алијена (вероватно матерња говорница норманског француског) постаје успешан трговац вуном, комуницира са мештанима који говоре англосаксонски и води успешан посао међу њима. Енглески је још увек у суштини био чист англосаксонски без мешања француских елемената који ће касније створити средњеенглески.

- Шећер се помиње више пута у књизи. Шећер није био доступан у Енглеској у то време, осим у дворским круговима: „Помиње се да је домаћинство Хенрија III користило шећер 1264. године, али тек 1319. године шећер је био у општој употреби у Британији.”

- Помиње се да се у складишту приората налази хмељ, који се у Великој Британији користио за производњу хране тек вековима касније.

- Многи људи у књизи доручкују, иако се воде дебате о томе да ли су сви људи у то време уопште имали овај оброк.[2]

- Том и Елен су укорени због почињеног блуда (сексуалног односа пре брака), а као изговор користе то да нису имали свештеника при руци. Ипак, та препрека „недостатак форме” датира не пре Тридентског сабора, а тајни бракови су забрањени тек на Четвртом латеранском сабору 1215. године. Пракса из тог времена би им омогућила да се одмах венчају, без свештеника, уз евентуално узимање деце за сведоке. Што је још важније, парови који нису у браку били су прилично уобичајени у средњовековном друштву, и док би друштвени положај жене био донекле смањен тиме што је била „конкубина”, а не удата жена, сама чињеница није носила никакву друштвену стигму и једва да је изазвала било какву интервенцију по закону и цркви.